# Campeonato Paulista
El Campeonato Paulista de Fútbol, conocido también como Paulistão, es la primera división de fútbol de carácter estadual en la que participan los equipos del Estado de São Paulo, Brasil. Al igual que los demás campeonatos estaduales de este país, se disputa antes del inicio del Campeonato Brasileño de Fútbol, la liga nacional, sirviendo como un preparatorio para los equipos de las tres primeras divisiones nacionales y para clasificar a los representantes de cada estado a la Serie D (cuarta división nacional) y a la Copa de Brasil de la siguiente temporada.
El torneo se disputa desde 1902 y es organizado por la Federación Paulista de Fútbol. Mientras en su primera edición había 10 equipos, todos ellos de la ciudad de São Paulo, en 2012 son más de 100 clubes de ciudades de todo el estado, divididos en 4 divisiones: A1, A2, A3 y Segunda División. 20 equipos conforman la A1, 20 la A2, 20 la A3 y alrededor de 40 en la Segunda División (39 equipos en 2014). El Corinthians es el club más galardonado, con 30 títulos. Al Campeonato Paulista se le consideraba, junto al Campeonato Carioca, como el principal campeonato del país sudamericano hasta principios de los años 1980, cuando se estabilizó la fórmula de disputa del Campeonato Brasileño, bajo la gestión de Giulite Coutinho en la CBF (1979-1986).
Los dos peores equipos de cada temporada descienden al Campeonato Paulista Serie A2.

## Equipos participantes 2025
| Equipo              | Ciudad                | Estadio (Capacidad)                | Posición 2024  | Títulos (último) |
| ------------------- | --------------------- | ---------------------------------- | -------------- | ---------------- |
| Água Santa          | Diadema               | Distrital do Inamar (10 000)       | 10.º           | 0                |
| Botafogo (SP)       | Ribeirão Preto        | Santa Cruz (29 292)                | 13.º           | 0                |
| Corinthians         | São Paulo             | Neo Química Arena (48 000)         | 11.º           | 30 (2019)        |
| Guarani             | Campinas              | Brinco de Ouro (35 000)            | 14.º           | 0                |
| A. A. Internacional | Limeira               | Major José Levy Sobrinho (18 000)  | 6.º            | 1 (1986)         |
| Mirassol            | Mirassol              | José María de Campos Maia (15 000) | 12.º           | 0                |
| Noroeste            | Bauru                 | Alfredão (15 420)                  | 2.º (Serie A2) | 0                |
| Novorizontino       | Novo Horizonte        | Jorjão (16 000)                    | 4.º            | 0                |
| Palmeiras           | São Paulo             | Allianz Parque (40 199)            | Campeón        | 26 (2023)        |
| Ponte Preta         | Campinas              | Moisés Lucarelli (17 728)          | 7.º            | 0                |
| Portuguesa          | São Paulo             | Canindé (21 004)                   | 8.º            | 3 (1973)         |
| Red Bull Bragantino | Bragança Paulista     | Nabi Abi Chedid (17 022)           | 3.º            | 1 (1990)         |
| Santos              | Santos                | Vila Belmiro (16 798)              | 2.º            | 22 (2016)        |
| São Bernardo        | São Bernardo do Campo | Primeiro de Maio (15 759)          | 9.º            | 0                |
| São Paulo           | São Paulo             | Morumbi (72 039)                   | 5.º            | 22 (2021)        |
| Velo Clube          | Río Claro             | Benitão (8 136)                    | 1.º (Serie A2) | 0                |

## Campeones
- LPF – Liga Paulista de Foot-Ball
- APEA – Associação Paulista de Esportes Atléticos
- LAF – Liga Amadores de Futebol
- FPF – Federação Paulista de Foot-Ball
- LFESP – Liga de Futebol do Estado de São Paulo
- A partir de 1941, todos las ediciones del campeonato estatal fueron organizadas por la FPF – Federação Paulista de Futebol

| Año          | Campeón                 | Subcampeón                | Máximo Goleador                                         | Club                                                  | Goles |
| ------------ | ----------------------- | ------------------------- | ------------------------------------------------------- | ----------------------------------------------------- | ----- |
| 1902 - LPF   | São Paulo Athletic Club | Paulistano                | Charles Miller                                          | São Paulo Athletic Club                               | 10    |
| 1903 - LPF   | São Paulo Athletic Club | Paulistano                | Álvaro & Boyes                                          | Paulistano & São Paulo Athletic Club                  | 4     |
| 1904 - LPF   | São Paulo Athletic Club | Paulistano                | Charles Miller                                          | São Paulo Athletic Club                               | 9     |
| 1905 - LPF   | Paulistano              | Germânia                  | Hermann Friese                                          | Germânia                                              | 14    |
| 1906 - LPF   | Germânia                | S.C. Internacional        | Fuller                                                  | Germânia                                              | 4     |
| 1907 - LPF   | S.C. Internacional      | SC Americano & Paulistano | Léo                                                     | S.C. Internacional                                    | 8     |
| 1908 - LPF   | Paulistano              | Germânia                  | Peres                                                   | Paulistano                                            | 6     |
| 1909 - LPF   | AA das Palmeiras        | Paulistano                | Bibi                                                    | Paulistano                                            | 9     |
| 1910 - LPF   | AA das Palmeiras        | SC Americano              | Boyes, Eurico, Rubens Salles                            | São Paulo Athletic Club, AA das Palmeiras, Paulistano | 10    |
| 1911 - LPF   | São Paulo Athletic Club | SC Americano              | Décio                                                   | SC Americano                                          | 7     |
| 1912 - LPF   | SC Americano            | Paulistano                | Arthur Friedenreich                                     | Mackenzie                                             |       |
| 1913 - APEA  | Paulistano              | Mackenzie                 | José Pedro, Luiz Alves, Renato, Whatley, Luiz, Mesquita | Mackenzie, AA das Palmeiras, Paulistano               | 3     |
| 1913 - LPF   | SC Americano            | Ypiranga                  | Décio                                                   | SC Americano                                          | 7     |
| 1914 - APEA  | AA São Bento            | Paulistano                | Arthur Friedenreich                                     | Paulistano                                            | 12    |
| 1914 - LPF   | Corinthians             | AA Campos Eliseos         | Neco                                                    | Corinthians                                           | 12    |
| 1915 - APEA  | AA das Palmeiras        | Mackenzie                 | Carlos Nazareth                                         | AA das Palmeiras                                      | 13    |
| 1915 - LPF   | Germânia                | AA Campos Eliseos         | Giacomo Facchini                                        | AA Campos Eliseos                                     | 17    |
| 1916 - LPF   | Corinthians             | União Lapa                | Aparicio                                                | Corinthians                                           | 7     |
| 1916 - APEA  | Paulistano              | AA São Bento              | Mariano                                                 | Paulistano                                            | 8     |
| 1917 - APEA  | Paulistano              | Palestra Itália           | Arthur Friedenreich                                     | CA Ypiranga                                           | 15    |
| 1918 - APEA  | Paulistano              | Corinthians               | Arthur Friedenreich                                     | Paulistano                                            | 25    |
| 1919 - APEA  | Paulistano              | Palestra Itália           | Arthur Friedenreich                                     | CA Ypiranga                                           | 26    |
| 1920 - APEA  | Palestra Itália         | Paulistano                | Neco                                                    | Corinthians                                           | 24    |
| 1921 - APEA  | Paulistano              | Palestra Itália           | Arthur Friedenreich                                     | Paulistano                                            | 33    |
| 1922 - APEA  | Corinthians             | Palestra Itália           | Alberto Gambarotta - Gamba                              | Corinthians                                           | 19    |
| 1923 - APEA  | Corinthians             | Palestra Itália           | Feitiço                                                 | AA São Bento                                          | 18    |
| 1924 - APEA  | Corinthians             | Paulistano                | Feitiço                                                 | AA São Bento                                          | 14    |
| 1925 - APEA  | AA São Bento            | Corinthians               | Feitiço                                                 | AA São Bento                                          | 10    |
| 1926 - LAF   | Paulistano              | Germânia                  | Filó                                                    | Paulistano                                            | 16    |
| 1926 - APEA  | Palestra Itália         | Auto                      | Heitor                                                  | Palestra Itália                                       | 18    |
| 1927 - LAF   | Paulistano              | Hespanha                  | Arthur Friedenreich                                     | Paulistano                                            | 13    |
| 1927 - APEA  | Palestra Itália         | Santos                    | Araken                                                  | Santos                                                | 31    |
| 1928 - LAF   | S.C. Internacional      | Paulistano                | ---                                                     | ---                                                   |       |
| 1928 - APEA  | Corinthians             | Santos                    | Héitor                                                  | Palestra Itália                                       | 16    |
| 1929 - LAF   | Paulistano              | AA Ponte Preta            | Arthur Friedenreich                                     | Paulistano                                            | 16    |
| 1929 - APEA  | Corinthians             | Santos                    | Feitiço                                                 | Santos                                                | 12    |
| 1930 - APEA  | Corinthians             | São Paulo da Floresta     | Feitiço                                                 | Santos                                                | 37    |
| 1931 - APEA  | São Paulo da Floresta   | Palestra Itália           | Feitiço                                                 | Santos                                                | 39    |
| 1932 - APEA  | Palestra Itália         | São Paulo da Floresta     | Romeu Pellicciari                                       | Palestra Itália                                       | 18    |
| 1933 - APEA  | Palestra Itália         | São Paulo da Floresta     | Waldemar de Brito                                       | São Paulo da Floresta                                 | 21    |
| 1933 - FPF   | Albion                  | União Guarany             | ?                                                       | ?                                                     | ?     |
| 1934 - APEA  | Palestra Itália         | São Paulo da Floresta     | Romeu Pellicciari                                       | Palestra Itália                                       | 13    |
| 1934 - FPF   | Fiorentino              | Hespanha                  | ?                                                       | ?                                                     | ?     |
| 1935 - APEA  | Portuguesa              | Ypiranga                  | Figueiredo                                              | CA Ypiranga                                           | 19    |
| 1935 - LPF   | Santos                  | Palestra Itália           | Teleco                                                  | Corinthians                                           | 9     |
| 1936 - APEA  | Portuguesa              | Ypiranga                  | Carioca                                                 | Portuguesa                                            | 18    |
| 1936 - LPF   | Palestra Itália         | Corinthians               | Teleco                                                  | Corinthians                                           | 28    |
| 1937 - LPF   | Corinthians             | Palestra Itália           | Teleco                                                  | Corinthians                                           | 15    |
| 1938 - LFESP | Corinthians             | São Paulo                 | Eliseu                                                  | São Paulo                                             | 13    |
| 1939 - LFESP | Corinthians             | Palestra Itália           | Teleco                                                  | Corinthians                                           | 32    |
| 1940 - LFESP | Palestra Itália         | Portuguesa                | Peixe                                                   | CA Ypiranga                                           | 21    |
| 1941         | Corinthians             | São Paulo                 | Teleco                                                  | Corinthians                                           | 26    |
| 1942         | Palmeiras               | Corinthians               | Milani                                                  | Corinthians                                           | 24    |
| 1943         | São Paulo               | Corinthians               | Hércules                                                | Corinthians                                           | 19    |
| 1944         | Palmeiras               | São Paulo                 | Luizinho                                                | São Paulo                                             | 22    |
| 1945         | São Paulo               | Corinthians               | Passarinho, Servilio                                    | SPR (Nacional), Corinthians                           | 17    |
| 1946         | São Paulo               | Corinthians               | Servilio                                                | Corinthians                                           | 19    |
| 1947         | Palmeiras               | Corinthians               | Servilio                                                | Corinthians                                           | 19    |
| 1948         | São Paulo               | Santos                    | Cilas                                                   | CA Ypiranga                                           | 19    |
| 1949         | São Paulo               | Palmeiras                 | Friaça                                                  | São Paulo                                             | 24    |
| 1950         | Palmeiras               | São Paulo & Santos        | Pinga                                                   | Portuguesa                                            | 22    |
| 1951         | Corinthians             | Palmeiras                 | Rodolpho Carbone                                        | Corinthians                                           | 30    |
| 1952         | Corinthians             | São Paulo                 | Baltazar                                                | Corinthians                                           | 27    |
| 1953         | São Paulo               | Palmeiras                 | Humberto Tozzi                                          | Palmeiras                                             | 22    |
| 1954         | Corinthians             | Palmeiras                 | Humberto Tozzi                                          | Palmeiras                                             | 36    |
| 1955         | Santos                  | Corinthians               | Emanuele Del Vecchio                                    | Santos                                                | 23    |
| 1956         | Santos                  | São Paulo                 | Zezinho                                                 | São Paulo                                             | 16    |
| 1957         | São Paulo               | Santos                    | Pelé                                                    | Santos                                                | 36    |
| 1958         | Santos                  | São Paulo                 | Pelé                                                    | Santos                                                | 58    |
| 1959         | Palmeiras               | Santos                    | Pelé                                                    | Santos                                                | 44    |
| 1960         | Santos                  | Portuguesa                | Pelé                                                    | Santos                                                | 34    |
| 1961         | Santos                  | Palmeiras                 | Pelé                                                    | Santos                                                | 47    |
| 1962         | Santos                  | São Paulo & Corinthians   | Pelé                                                    | Santos                                                | 37    |
| 1963         | Palmeiras               | São Paulo                 | Pelé                                                    | Santos                                                | 22    |
| 1964         | Santos                  | Palmeiras                 | Pelé                                                    | Santos                                                | 34    |
| 1965         | Santos                  | Palmeiras                 | Pelé                                                    | Santos                                                | 49    |
| 1966         | Palmeiras               | Corinthians               | Toninho Guerreiro                                       | Santos                                                | 27    |
| 1967         | Santos                  | São Paulo                 | Flávio                                                  | Corinthians                                           | 21    |
| 1968         | Santos                  | Corinthians               | Téia                                                    | Ferroviária                                           | 20    |
| 1969         | Santos                  | Palmeiras                 | Pelé                                                    | Santos                                                | 26    |
| 1970         | São Paulo               | Palmeiras & Ponte Preta   | Toninho Guerreiro                                       | São Paulo                                             | 13    |
| 1971         | São Paulo               | Palmeiras                 | César da Silva                                          | Palmeiras                                             | 18    |
| 1972         | Palmeiras               | São Paulo                 | Toninho Guerreiro                                       | São Paulo                                             | 17    |
| 1973         | Santos & Portuguesa     | Palmeiras                 | Pelé                                                    | Santos                                                | 11    |
| 1974         | Palmeiras               | Corinthians               | Geraldão                                                | Botafogo FC                                           | 23    |
| 1975         | São Paulo               | Portuguesa                | Serginho Chulapa                                        | São Paulo                                             | 22    |
| 1976         | Palmeiras               | XV de Piracicaba          | Sócrates                                                | Botafogo FC                                           | 15    |
| 1977         | Corinthians             | Ponte Preta               | Serginho Chulapa                                        | São Paulo                                             | 32    |
| 1978         | Santos                  | São Paulo                 | Juary                                                   | Santos                                                | 29    |
| 1979         | Corinthians             | Ponte Preta               | Luís Fernando Gaúcho                                    | América (SP)                                          | 27    |
| 1980         | São Paulo               | Santos                    | Edmar                                                   | Taubaté                                               | 17    |
| 1981         | São Paulo               | Ponte Preta               | Jorge Mendonça                                          | Guarani Campinas                                      | 38    |
| 1982         | Corinthians             | São Paulo                 | Walter Casagrande                                       | Corinthians                                           | 28    |
| 1983         | Corinthians             | São Paulo                 | Serginho Chulapa                                        | Santos                                                | 22    |
| 1984         | Santos                  | Corinthians               | Chiquinho, Serginho Chulapa                             | Botafogo FC, Santos                                   | 16    |
| 1985         | São Paulo               | Portuguesa                | Careca                                                  | São Paulo                                             | 23    |
| 1986         | Inter de Limeira        | Palmeiras                 | Kita                                                    | Inter de Limeira                                      | 23    |
| 1987         | São Paulo               | Corinthians               | Edmar                                                   | Corinthians                                           | 19    |
| 1988         | Corinthians             | Guarani de Campinas       | Evair                                                   | Guarani Campinas                                      | 19    |
| 1989         | São Paulo               | São José                  | Toni, Toquinho                                          | São José, Portuguesa                                  | 13    |
| 1990         | Bragantino              | Novorizontino             | Alberto, Rubem, Volnei                                  | Ituano, Guarani Campinas, Ferroviária                 | 12    |
| 1991         | São Paulo               | Corinthians               | Raí                                                     | São Paulo                                             | 20    |
| 1992         | São Paulo               | Palmeiras                 | Válber Costa                                            | Mogi Mirim                                            | 17    |
| 1993         | Palmeiras               | Corinthians               | Viola                                                   | Corinthians                                           | 20    |
| 1994         | Palmeiras               | São Paulo                 | Evair                                                   | Palmeiras                                             | 23    |
| 1995         | Corinthians             | Palmeiras                 | Bentinho Paulinho McLaren                               | São Paulo, Portuguesa                                 | 20    |
| 1996         | Palmeiras               | São Paulo                 | Giovanni                                                | Santos                                                | 24    |
| 1997         | Corinthians             | São Paulo                 | Dodô                                                    | São Paulo                                             | 19    |
| 1998         | São Paulo               | Corinthians               | França                                                  | São Paulo                                             | 12    |
| 1999         | Corinthians             | Palmeiras                 | Alex da Costa                                           | Mogi Mirim                                            | 12    |
| 2000         | São Paulo               | Santos                    | França                                                  | São Paulo                                             | 18    |
| 2001         | Corinthians             | Botafogo (Ribeirão Preto) | Washington                                              | Ponte Preta                                           | 16    |
| 2002         | Ituano                  | União São João            | Alex Alves                                              | Juventus São Paulo                                    | 17    |
| 2002 SC      | São Paulo               | Ituano                    | Basílio                                                 | Ituano Itu                                            | 4     |
| 2003         | Corinthians             | São Paulo                 | Luís Fabiano                                            | São Paulo                                             | 8     |
| 2004         | São Caetano             | Paulista Jundiaí          | Vagner Love                                             | Palmeiras                                             | 12    |
| 2005         | São Paulo               | Corinthians               | Finazzi                                                 | América (SP)                                          | 17    |
| 2006         | Santos                  | São Paulo                 | Nilmar                                                  | Corinthians                                           | 18    |
| 2007         | Santos                  | São Caetano               | Somália                                                 | São Caetano                                           | 13    |
| 2008         | Palmeiras               | Ponte Preta               | Alex Mineiro                                            | Palmeiras                                             | 15    |
| 2009         | Corinthians             | Santos                    | Pedrão                                                  | Grêmio Barueri                                        | 16    |
| 2010         | Santos                  | Santo André               | Ricardo Bueno                                           | Oeste Itápolis                                        | 16    |
| 2011         | Santos                  | Corinthians               | Elano Liédson                                           | Santos Corinthians                                    | 11    |
| 2012         | Santos                  | Guarani de Campinas       | Neymar                                                  | Santos                                                | 20    |
| 2013         | Corinthians             | Santos                    | William                                                 | Ponte Preta                                           | 13    |
| 2014         | Ituano                  | Santos                    | Luís Fabiano Alan Kardec                                | São Paulo Palmeiras                                   | 9     |
| 2015         | Santos                  | Palmeiras                 | Ricardo Oliveira                                        | Santos                                                | 11    |
| 2016         | Santos                  | Audax                     | Roger Rodrigues                                         | Red Bull Brasil                                       | 11    |
| 2017         | Corinthians             | Ponte Preta               | Gilberto                                                | São Paulo                                             | 9     |
| 2018         | Corinthians             | Palmeiras                 | Miguel Borja                                            | Palmeiras                                             | 7     |
| 2019         | Corinthians             | São Paulo                 | Jean Mota                                               | Santos                                                | 7     |
| 2020         | Palmeiras               | Corinthians               | Ytalo                                                   | Red Bull Bragantino                                   | 7     |
| 2021         | São Paulo               | Palmeiras                 | Bruno Mezenga                                           | Ferroviária                                           | 9     |
| 2022         | Palmeiras               | São Paulo                 | Ronaldo Silva                                           | Inter de Limeira                                      | 9     |
| 2023         | Palmeiras               | Água Santa                | Róger Guedes Giuliano Galoppo                           | Corinthians São Paulo                                 | 8     |
| 2024         | Palmeiras               | Santos                    | José Manuel López                                       | Palmeiras                                             | 10    |
| 2025         | Corinthians             | Palmeiras                 | Guilherme                                               | Santos                                                | 10    |

## Títulos por club
| Club                      | Títulos | Subcampeonatos | Años campeón |
| ------------------------- | ------- | -------------- | --- |
| Corinthians               | 31      | 21             | 1914, 1916, 1922, 1923, 1924, 1928, 1929, 1930, 1937, 1938, 1939, 1941, 1951, 1952, 1954, 1977, 1979, 1982, 1983, 1988, 1995, 1997, 1999, 2001, 2003, 2009, 2013, 2017, 2018, 2019, 2025 |
| Palmeiras                 | 26      | 28             | 1920, 1926, 1927, 1932, 1933, 1934, 1936, 1940, 1942, 1944, 1947, 1950, 1959, 1963, 1966, 1972, 1974, 1976, 1993, 1994, 1996, 2008, 2020, 2022, 2023, 2024                               |
| São Paulo                 | 22      | 25             | 1931, 1943, 1945, 1946, 1948, 1949, 1953, 1957, 1970, 1971, 1975, 1980, 1981, 1985, 1987, 1989, 1991, 1992, 1998, 2000, 2005, 2021                                                       |
| Santos                    | 22      | 13             | 1935, 1955, 1956, 1958, 1960, 1961, 1962, 1964, 1965, 1967, 1968, 1969, 1973, 1978, 1984, 2006, 2007, 2010, 2011, 2012, 2015, 2016                                                       |
| Paulistano                | 11      | 10             | 1905, 1908, 1913, 1916, 1917, 1918, 1919, 1921, 1926, 1927, 1929 |
| São Paulo A. C.           | 4       | 0              | 1902, 1903, 1904, 1911 |
| Portuguesa                | 3       | 4              | 1935, 1936, 1973 |
| AA das Palmeiras          | 3       | 0              | 1909, 1910, 1915 |
| Germânia                  | 2       | 3              | 1906, 1915 |
| Americano São Paulo       | 2       | 3              | 1912, 1913 |
| Internacional (São Paulo) | 2       | 1              | 1907, 1928 |
| São Bento                 | 2       | 1              | 1914, 1925 |
| Ituano                    | 2       | 0              | 2002, 2014 |
| São Caetano               | 1       | 1              | 2004 |
| Internacional de Limeira  | 1       | 0              | 1986 |
| Albion                    | 1       | 0              | 1933 |
| Juventus                  | 1       | 0              | 1934 |
| Bragantino                | 1       | 0              | 1990 |
| Ponte Preta               | 0       | 7              | ----- |
| Ypiranga                  | 0       | 3              | ----- |
| Guarani                   | 0       | 2              | ----- |
| Campos Elíseos            | 0       | 2              | ----- |
| Mackenzie                 | 0       | 2              | ----- |
| Jabaquara                 | 0       | 2              | ----- |
| Audax                     | 0       | 1              | ----- |
| Santo André               | 0       | 1              | ----- |
| Paulista                  | 0       | 1              | ----- |
| União São João            | 0       | 1              | ----- |
| Botafogo                  | 0       | 1              | ----- |
| Grêmio Novorizontino      | 0       | 1              | ----- |
| São José                  | 0       | 1              | ----- |
| XV de Piracicaba          | 0       | 1              | ----- |
| Auto Sport                | 0       | 1              | ----- |
| União Lapa                | 0       | 1              | ----- |
| União Guarany             | 0       | 1              | ----- |
| Água Santa                | 0       | 1              | ----- |

## Campeonato Paulista del Interior
Este campeonato puede ser visto simplemente como una fase del Campeonato Paulista Serie-A1, es disputado por los equipos que no avanzan a la ronda de semifinales de este campeonato y que no residen en la capital del estado de São Paulo, además del club Santos.

### Campeones[2]
| Año  | Campeón              | Subcampeón      |
| ---- | -------------------- | --------------- |
| 2007 | Guaratinguetá        | Noroeste        |
| 2008 | Grêmio Barueri       | Noroeste        |
| 2009 | Ponte Preta          | Grêmio Barueri  |
| 2010 | Botafogo             | São Caetano     |
| 2011 | Oeste                | Ponte Preta     |
| 2012 | Mogi Mirim           | Bragantino      |
| 2013 | Ponte Preta          | Penapolense     |
| 2014 | Penapolense          | Botafogo        |
| 2015 | Ponte Preta          | Red Bull Brasil |
| 2016 | No hubo              | No hubo         |
| 2017 | Ituano               | Santo André     |
| 2018 | Ponte Preta          | Mirassol        |
| 2019 | Red Bull Brasil      | Ponte Preta     |
| 2020 | Red Bull Bragantino  | Guarani         |
| 2021 | Grêmio Novorizontino | Ponte Preta     |
| 2022 | Ituano               | Botafogo        |

### Títulos por club
| Club                 | Campeón | Subcampeón | Años campeón           |
| -------------------- | ------- | ---------- | ---------------------- |
| Ponte Preta          | 4       | 3          | 2009, 2013, 2015, 2018 |
| Ituano               | 2       | 0          | 2017, 2022             |
| Botafogo             | 1       | 2          | 2010                   |
| Grêmio Barueri       | 1       | 1          | 2008                   |
| Penapolense          | 1       | 1          | 2014                   |
| Red Bull Brasil      | 1       | 1          | 2019                   |
| Red Bull Bragantino  | 1       | 1          | 2020                   |
| Guaratinguetá        | 1       | 0          | 2007                   |
| Mogi Mirim           | 1       | 0          | 2012                   |
| Oeste                | 1       | 0          | 2011                   |
| Grêmio Novorizontino | 1       | 0          | 2021                   |
| Noroeste             | 0       | 2          |                        |
| Mirassol             | 0       | 1          |                        |
| São Caetano          | 0       | 1          |                        |
| Santo André          | 0       | 1          |                        |
| Guarani              | 0       | 1          |                        |